# Nowy Dwór Gdański
Nowy Dwór Gdański (tyska: Tiegenhof) är en stad i Polen, som ligger cirka 36 km sydost om Gdańsk i Pommerns vojvodskap, med cirka 10 000 invånare (2005).
Efter Polens delningar tillföll staden Preussen, där den ingick i provinsen Westpreussen. Efter första världskriget blev staden en del av den nybildade fristaden Danzig och den införlivades med Polen efter Tysklands nederlag i andra världskriget.